# Ana y la casa de sus sueños
Anne y la casa de sus sueños es una novela de la escritora canadiense Lucy Maud Montgomery y fue publicada por primera vez en 1917.
El libro forma parte de una serie de novelas escritas por la autora sobre la vida de Anne Shirley, una huérfana que vive en la Isla del Príncipe Eduardo, donde la autora vivió su infancia y gran parte de su juventud.
Anne y la Casa de sus sueños es el quinto libro de la serie, y relata los comienzos de su nueva vida como esposa, del amor de su vida, Gilbert Blythe.

## Argumento
El libro comienza con la boda de Ana y Gilbert en el pequeño jardín de Tejas Verdes. Tras la boda los recién casados parten hacia un nuevo hogar al que Ana bautizará como 'la Casa de sus Sueños', en el Puerto de Cuatro Vientos. Allí, Ana y Gilbert comenzarán su nueva vida juntos y conocerán a sus nuevos vecinos, gentes muy interesantes como el Capitán Jim o la totalmente andrófoba señorita Cornelia Bryant. También conocerán a su vecina más cercana la desdichada Leslie Moore, una bellísima joven que contempló las muertes de su hermano pequeño y su padre, y fue obligada por su madre a casarse con un hombre al que odiaba, un marinero, quien hace años que volvió mentalmente trastornado de su último viaje. Ana procurará por todos los medios hacerse amiga de Leslie, aunque ella la rechace. 
En la Casa de los Sueños, Ana dará a luz a su primera hija, Joyce, quien morirá poco después (al igual que le sucedió a L.M. Montgomery con su segundo hijo). Tras la muerte de la recién nacida, Ana y Leslie conseguirán hacerse amigas más íntimas.
Más tarde llegará al tranquilo pueblecito, un hombre que cambiará la vida de Leslie y del Capitán Jim, Owen Ford, un joven periodista y escritor que sueña con escribir una gran novela, nieto de la primera pareja que vivió en la Casa de los Sueños.
Tras la controvertida propuesta de Gilbert de operar al marido de Leslie, con la esperanza de que pueda volver a ser el que era, la vida de Leslie y del resto de los habitantes de Cuatro Vientos dará un giro trascendental.
- Datos: Q2420701
- Multimedia: Anne's House of Dreams / Q2420701